# Mark St. John
Mark St. John (all'anagrafe Mark Leslie Norton) (Hollywood, 7 febbraio 1956 – New York, 5 aprile 2007) è stato un chitarrista statunitense, noto soprattutto per la sua breve militanza nei Kiss.

## Biografia
Si conosce poco della sua attività prima dei Kiss, si sa solamente che era un maestro di chitarra e militava in un gruppo californiano chiamato Front Page. Venne contattato dal gruppo nel 1984, dopo essere stato raccomandato dal noto costruttore di chitarre Grover Jackson a sostituzione di Vinnie Vincent, che era stato appena licenziato dalla band. Con i Kiss St. John partecipò alle registrazioni dell'album Animalize, suonando in otto tracce su nove, ma nel dicembre dello stesso anno, dopo aver partecipato a tre date del tour mondiale, fu rimpiazzato da Bruce Kulick per motivi di salute (aveva contratto una rara forma di artrite).
Nel 1986 St. John fondò una band hair metal chiamata White Tiger con alla voce David Donato, cantante noto per aver militato per breve tempo nei Black Sabbath. Con i White Tiger St. John inciderà nello stesso anno il primo album del gruppo, l'omonimo White Tiger. Dopodiché, il nome del chitarrista rimase nell'ombra per un bel po' di tempo fino a quando incise un secondo disco con i White Tiger intitolato Raw e due dischi a suo nome. Muore nella notte del 5 aprile 2007 a causa di un'emorragia cerebrale.

## Discografia

### Mark St. John Project
- 1999 - Mark St. John Project
- 2003 - Magic Bullet Theory

### Kiss
- 1984 - Animalize
- 2004 - The Best of Kiss, Volume 2: The Millennium Collection

### White Tiger
- 1986 - White Tiger
- 1999 - Raw

### Altri album
- 1986 - Allan Holdsworth - Road Games EP (extended play)
- 1990 - Ken Tamplin - Goin' Home